# Xã Olathe, Quận Johnson, Kansas
Xã Olathe (tiếng Anh: Olathe Township) là một xã thuộc quận Johnson, tiểu bang Kansas, Hoa Kỳ. Năm 2010, dân số của xã này là 865 người.